# Famille de Ramstein
Ne doit pas être confondue avec la famille homonyme de la Forêt-Noire qui a donné plusieurs abbés de St-Gall.
La famille de Ramstein ou von Ramstein est une famille noble de la région bâloise.
Elle ne doit pas être confondue avec la famille de haute noblesse alsacienne qui doit son nom au château de Ramstein en Forêt-Noire, issue des sires de Winstein.

## Histoire
La famille von Ramstein est riginaire du Sundgau, où elle possède un château. S'implantant dans le Jura, ses membres ont possédé des biens dans les environs de Bâle.
Six membres de la famille ont été bourgmestres de Bâle.

## Titres et possessions

### Gilgenberg
La famille possède la seigneurie de Gilgenberg, à Zullwil, jusqu'à sa vente à Soleure en 1527 par Hans Imer von Gilgenberg, membre de la famille. Elle la possédait déjà vers 1300, date approximative de la construction du château de Gilgenberg.
La seigneurie est composée de Zullwil, Fehren, Meltingen et Nunningen.

### Zwingen

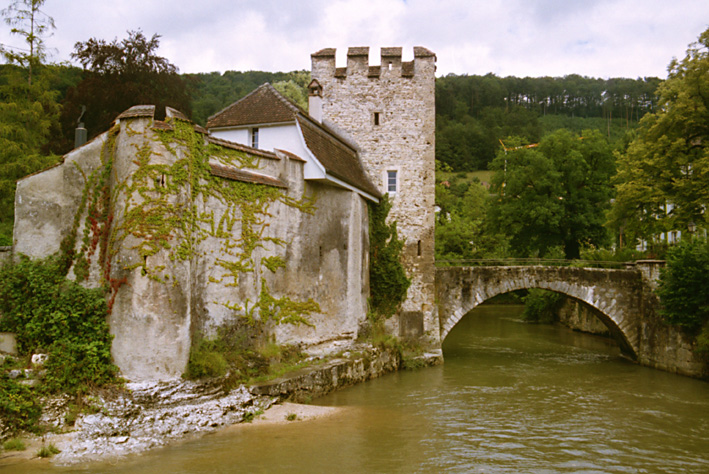
Le château de Zwingen.

La famille possède Zwingen jusqu'en 1459.

### Seewen
En 1317, le couvent de Beinwil cède ses terres de Seewen aux Ramstein en échange de droits à Brislach. À la suite d'une querelle successorale au sein de la famille, Soleure obtient Seewen en 1487.

### Birseck
Le bailliage de Birseck est hypothéqué par l'évêque de Bâle aux Ramstein de 1373 à 1435.

## Généalogie
- Rudolf
  - Hans Bernhard
    - Hans Imer von Gilgenberg
      - Elisabeth

## Armoiries

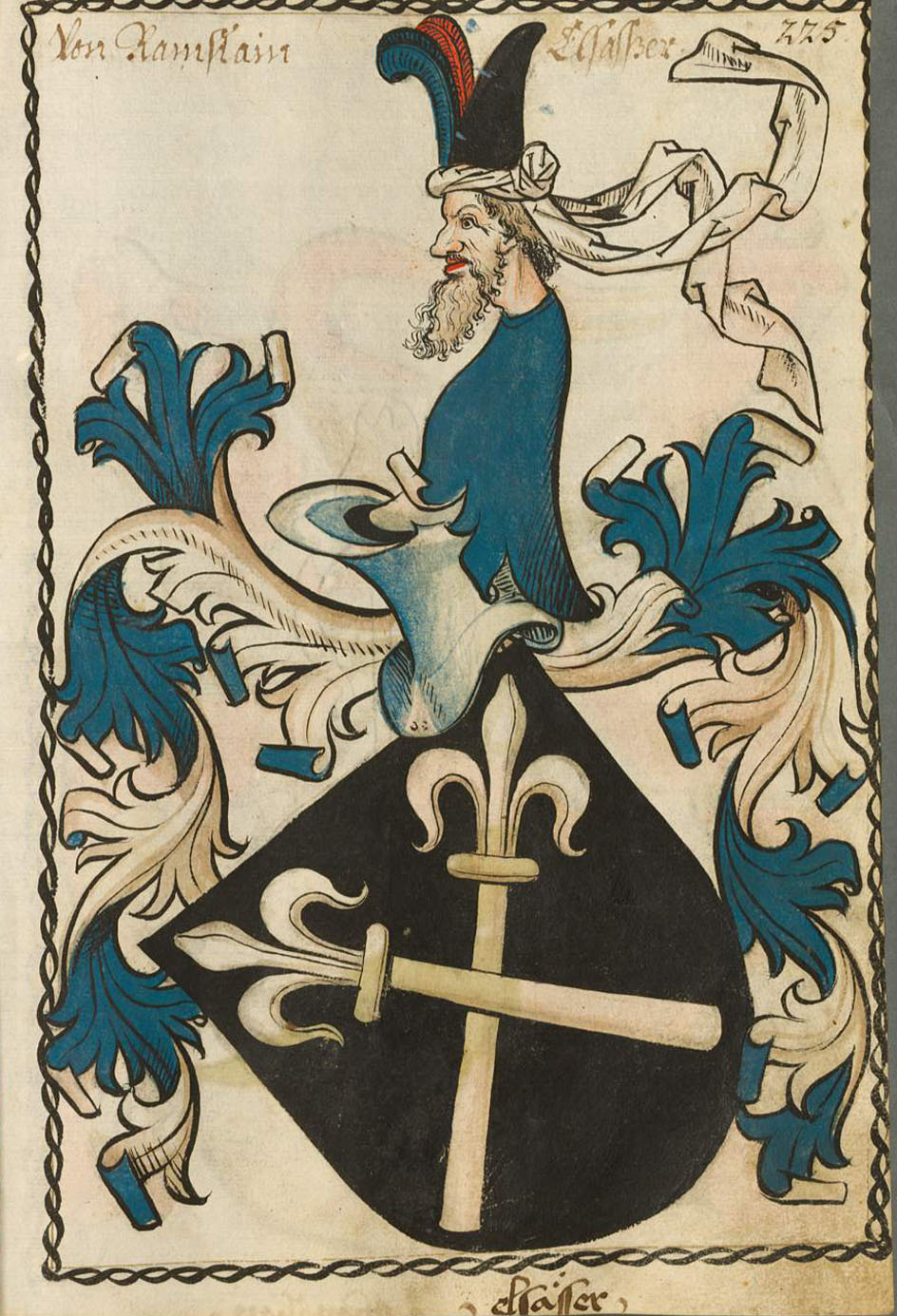
Armes

Les armoiries de la branche des barons sont : de sable à deux bâtons fleurdelysés d'argent posés en sautoir.
Les armoiries de la branches des chevaliers sont : d'or à deux bâtons fleurdelysés de gueules.